# 19235 van Schurman
19235 van Schurman è un asteroide della fascia principale. Scoperto nel 1993, presenta un'orbita caratterizzata da un semiasse maggiore pari a 2,4663950 UA e da un'eccentricità di 0,1476718, inclinata di 11,02596° rispetto all'eclittica.